# Jissen
Jissen är ett moment av kampsporten Taido, där man möter en motståndare i semikontakts fight. I jissen tävlar man till full poäng eller tills matchtiden, på 2 minuter, gått ut. Om poängen är lika och ingen av de tävlande har någon varning så bestämmer domarna vem som gjort bäst Taido, mest kreativ och varierande. Om domarna inte kommer fram till någon vinnare blir det en extra minut.

## Poäng
- Ippon - full poäng
- Waza-ari - halv poäng
- Yuko - kvarts poäng

Man kan även tävla i lagjissen. Då har båda lagen fem deltagare, där varje deltagare möter någon i det andra laget. I lagjissen kan en match sluta oavgjort, det lag som har flest vinster efter 5 matcher vinner. Dessutom så har varje person i laget två teknikfamiljer, se Taido, som denne får dubbel poäng för om han träffar med poänggivande teknik därifrån.
Vilket lag som börjar välja tävlande avgörs med sten sax och påse. Därefter väljer man varannan gång och motståndarlaget kan därefter taktiskt välja en kämpe att sätta in mot den nyss valda.